# Йохан I Стари фон Валдбург-Траухбург
Йохан I Стари фон Валдбург-Траухбург (на немски: Johann I „der Ältere“, Truchseß von Waldburg-Trauchburg; * 1438; † 25 декември 1504) е трушсес на Валдбург-Траухбург, фогт в Горна Швабия.

## Произход
Той е син на Якоб I фон Валдбург-Траухбург „Златния рицар“ († 1460) и втората му съпруга маркграфиня Урсула фон Хахберг-Заузенберг († 1485), дъщеря на маркграф Вилхелм фон Хахберг-Заузенберг (1406 – 1482) и Елизабет фон Монфор-Брегенц (1399 – 1458), дъщеря на граф Вилхелм V фон Монфор-Брегенц († 1422) и Кунигунда фон Тогенбург († 1426/1436). Майка му Урсула фон Хахберг-Заузенберг се омъжва втори път на 28 юни 1467 г. за граф Улрих IV фон Монфор-Тетнанг († 29 октомври 1495).
Синът му Вилхелм Стари фон Валдбург-Траухбург (1470 – 1557) е издигнат на имперски фрайхер в Констанц на 16 юни 1507 г., а внукът му Ото фон Валдбург (1514 – 1573) е от 1543 г. епископ на Аугсбург и кардинал (1544). Фамилията Валдбург заради постиженията са номинирани на „наследствени имперски трушсеси“.
Праправнукът му Фридрих фон Валдбург (1592 – 1636) е от 1628 г. имперски граф.

## Фамилия
Йохан I Стари фон Валдбург-Траухбург се жени на 3 януари 1464 г. за графиня Анна фон Йотинген (* 6 август 1450; † 1517), дъщеря на Вилхелм I фон Йотинген († 1467) и Беатрикс дела Скала († 1486). Те имат осем деца:
- Урсула фон Валдбург († сл. 1517), омъжена за Томас фон Фрундсберг († 1497)
- Якоб II фон Валдбург († 11 февруари 1505), женен 1490 г. за графиня Валпург фон Кирхберг († 25 януари 1495), вдовица на фрайхер Георг фон Гунделфинген († 20 май 1489), дъщеря на граф Филип фон Кирхберг († 1510) и Елизабет фон Шаунберг († 1491); нямат деца

- Вилхелм Стари фон Валдбург-Траухбург (* 1470; † 17 март 1557), имперски фрайхер, женен 1507 г. за Сибила фон Валдбург-Зоненберг (* 24 юли 1536; † 6 ноември 1536); имат 6 деца
- Барбара фон Валдбург († 1531), омъжена 1479 г. за Каспар Нотхафт фон Вернберг (* ок. 1450; † 1520).
- Катарина фон Валдбург, абатиса на Кьонигсфелден, омъжена 1524 г. за Йорг Гьолдлин († 1536)
- Елзбет фон Валдбург, монахиня в Байндт (1486)
- Валбурга фон Валдбург, монахиня в Кьонигсфелден (1528)
- Фридрих фон Валдбург-Траухбург (* 1484; † 24 февруари 1554 в Ландсберг, Горна Бавария), господар на Вилденхоф-Ландсберг, рицар на Немския орден (1505), орден-комтур на Найденбург, Източна Прусия, Вилденхоф и Ландсберг, съветник и хауптман на Найденбург, женен в Лимбзее, Западна Прусия, през 1526 г. за Анна фон Фалкенхайн (* 1495; † 16 септември 1527/1567), дъщеря на Ернст фон Фалкенхайн и Барбара фон Кнобелсдорф; имат 5 деца